# Braväcovo
Braväcovo (deutsch Schweinsgrund, ungarisch Baracka – bis 1899 Bravaczkó) ist eine Gemeinde in der Mitte der Slowakei mit 647 Einwohnern (Stand 31. Dezember 2024), die zum Okres Brezno, einem Kreis des Banskobystrický kraj, gehört und zur traditionellen Landschaft Horehronie gezählt wird.

## Geographie
Die Gemeinde befindet sich am Südhang der Niederen Tatra im dortigen Nationalpark. Bis auf das unmittelbare Ortsgebiet ist das Gemeindegebiet reich mit Nadelwäldern bedeckt, die in höheren Lagen in Gebirgsweiden übergehen. Der höchste Punkt ist der Berg Beňuška (1542 m n.m.), der lokal auch Käčka genannt wird. Das Ortszentrum liegt auf einer Höhe von 615 m n.m. und ist 12 Kilometer von Brezno entfernt.
Die Gemeinde gliedert sich in die Ortsteile Braväcovo, Podholie und Srnkovo, die jedoch keine offiziellen Gemeindeteile sind.
Nachbargemeinden sind Jarabá im Norden, Bacúch im Osten und Beňuš im Süden und Westen.

## Geschichte
Der Ort entstand im späten 16. Jahrhundert als Holzfällersiedlung im Gemeindegebiet von Beňuš und wurde zum ersten Mal 1630 schriftlich erwähnt. Die ersten Siedler waren deutsche Bergleute und polnische Köhler, die zuerst in Kupfererzbergwerken arbeiteten und nach deren Erschöpfung als Holzfäller tätig waren und sich im Ort permanent niederließen. 1828 zählte man 44 Häuser und 332 Einwohner, die von Forstwirtschaft, Schafhaltung, aber auch Arbeit in nahen Eisenwerken lebten.
Bis 1918 gehörte der im Komitat Sohl liegende Ort zum Königreich Ungarn und kam danach zur Tschechoslowakei beziehungsweise heute Slowakei. 1957 gliederte sich Braväcovo von der Gemeinde Beňuš aus und ist seither eine selbstständige Gemeinde.

## Bevölkerung
| Jahr                | 1994 | 2004    | 2014    | 2024    |
| ------------------- | ---- | ------- | ------- | ------- |
| Anzahl der Personen | 745  | 727     | 694     | 647     |
| Unterschied         |      | −2,41 % | −4,53 % | −6,77 % |

| Jahr                | 2023 | 2024    |
| ------------------- | ---- | ------- |
| Anzahl der Personen | 649  | 647     |
| Unterschied         |      | −0,30 % |

Gemäß der Volkszählung 2011 wohnten in Braväcovo 722 Einwohner, davon 664 Slowaken und jeweils ein Magyare, Mährer und Tscheche. 55 Einwohner machten diesbezüglich keine Angabe. 615 Einwohner bekannten sich zur römisch-katholischen Kirche, jeweils drei Einwohner zur griechisch-katholischen Kirche sowie zur reformierten Kirche und jeweils ein Einwohner zu den Siebenten-Tags-Adventisten sowie zur evangelischen Kirche A. B.; ein Einwohner bekannte sich zu einer anderen Konfession. 27 Einwohner waren konfessionslos und bei 71 Einwohnern wurde die Konfession nicht ermittelt.

## Kultur
Braväcovo beherbergt noch viele in traditioneller Bauweise gebauten Blockhäuser, die z. T. als Wochenendhäuser Verwendung finden. Jedes Juli findet im Dorf das Folklorefestival Na Bielych Handľoch statt.